# Йожеф Луц
Йожеф Луц (угор. Lutz József, 1902 — 1980) — угорський футболіст, що грав на позиції нападника і півзахисника. Молодший брат футболіста Лайоша Луца

## Клубна кар'єра
У складі «Уйпешт» дебютував у сезоні 1926-1927. З командою став срібним призером чемпіонату Угорщини і фіналістом Кубка Угорщини 1927 року, хоча у фіналі не грав.
У 1927 році був учасником двох чвертьфінальних матчів кубка Мітропи, у яких «Уйпешт» за сумою двох поєдинків поступився празькій «Славії» — 0:4, 2:2.
Під час сезону 1927-28 перейшов у команду «Керюлеті». Сезон 1929-30 провів у клубі «Немзеті», де й розпочав наступний сезон 1930-31, хоча ще у 1930 році повернувся до команди «Керюлеті». 
Загалом у чемпіонаті Угорщини зіграв 37 матчі і забив 14 голів.